# Howling (FLOW×GRANRODEOの曲)
「Howling」（ハウリング）は、FLOW×GRANRODEOの楽曲。FLOWとGRANRODEOのコラボが実現し、テレビアニメ『七つの大罪』OPテーマとして起用された。2018年1月24日にシングルCDとしてキューンミュージックから発売された。

## 概要
・前作から約1年ぶり33枚目のシングル盤
・Howling（初回生産限定盤）、Howling（通常盤）、Howling（期間限定盤）の3種類がある
・最高順位：12位
・FLOW×GRANRODEOでの2枚目の発売楽曲、前作「7 -seven-」から４年。

## 収録曲
1. Howling
2. GLOW
3. 7-seven-(Animelo Summer Live 2017 -THE CARD-)
4. Howling -Instrumental-

## タイアップ
- 「Howling」  TVアニメ「七つの大罪 戒めの復活」オープニングテーマ